# Alasaari (ö i Finland, Lappland, Norra Lappland)
Alasaari är en ö i Finland. Den ligger i vattendraget Kitinen och i kommunen Sodankylä i den ekonomiska regionen Norra Lappland och landskapet Lappland, i den norra delen av landet, 800 km norr om huvudstaden Helsingfors. Öns area är 1 hektar och dess största längd är 230 meter i nord-sydlig riktning.  Alasaari ligger i vattendraget Suipavonsuvanto.